# 멍청씨 부부 이야기
멍청씨 부부 이야기(The Twits)는 영국 작가 로알드 달의 1980년 아동 소설이다. 조나단 케이프(Jonathan Cape)가 처음 출판했다. 이 이야기에는 재미를 위해 계속해서 서로에게 불쾌한 짓궂은 농담을 하고, 애완 원숭이들에게 사악한 짓을 행사하는 악의적이고 게으른, 깔끔한 커플인 멍청씨 부부(The Twits, 즉 Mr. and Mrs. Twit)가 등장한다.
턱수염에 대한 달의 혐오감은 멍청씨 부부 이야기에 영감을 주었다. 그가 말했듯이 그는 "수염에 맞서 뭔가를 하기" 위한 노력의 일환으로 멍청씨 부부 이야기를 썼다. 그의 전기 작가이자 동료 아동 작가인 마이클 로젠(Michael Rosen)은 두 사람이 처음 만났을 때를 회상한다. 달은 로젠의 아들 조에게 몸을 기울여 아버지의 수염에 대해 이렇게 말했다. "쓰레기, 그가 발견한 오래된 물건들 속에서 자전거 바퀴도 발견할 수도 있어요."
2003년에 멍청씨 부부 이야기는 영국방송공사(BBC)가 영국 대중을 대상으로 실시한 역대 상위 200대 소설 중 설문조사인 더 빅 헤드(The Big Read)에서 81위로 선정되었다. 2012년에는 트위츠(Twits)라는 제목이 로열메일 기념 우표에 등장했다. 2023년에 이 소설은 BBC에 의해 2위로 선정되었다. '역사상 가장 위대한 아동 도서 100권' 설문조사에서 87위를 차지했다. 멍청씨 부부 이야기는 2007년에 무대에 맞게 각색되었으며 필 존스턴이 감독한 애니메이션 영화는 2025년 넷플릭스에서 개봉될 예정이다.
펭귄 북스는 이 책을 오디오북 형식으로 두 번 출시했다. 2001년에는 사이먼 캘로가 읽었고, 2023년에는 리처드 아이오아디가 읽었다.